# Tårnby
Tårnby es un municipio de la Región Capital, Dinamarca. Tiene una población estimada, a inicios de 2024, de 43 915 habitantes.
La sede municipal está en la localidad de Kastrup.